# Lawn bowls nos Jogos da Commonwealth de 2010
O lawn bowls nos Jogos da Commonwealth de 2010 foi realizado em Délhi, na Índia, entre 4 e 13 de outubro. Seis eventos foram disputados no Complexo Esportivo Jawaharlal Nehru.

## Medalhistas
Masculino
| Evento  | Ouro                                                             | Prata                                              | Bronze                                                 |
| Simples | Robert Weale WAL País de Gales                                   | Leif Selby AUS Austrália                           | Gary Kelly NIR Irlanda do Norte                        |
| Duplas  | Shaun Addinall Gerald Baker RSA África do Sul                    | Stuart Airey Mervyn King ENG Inglaterra            | Khairul Abd Kadir Fairul Izwan Abd Muin MAS Malásia    |
| Trios   | Johann de Plessis Wayne Perry Gidion Vermeulen RSA África do Sul | Mark Casey Wayne Turley Brett Wilkie AUS Austrália | Mark Bantock Rob Newman Graham Shadwell ENG Inglaterra |

Feminino
| Evento  | Ouro                                                        | Prata                                                 | Bronze                                                  |
| Simples | Natalie Melmore ENG Inglaterra                              | Val Smith NZL Nova Zelândia                           | Kelsey Cottrell AUS Austrália                           |
| Duplas  | Ellen Falkner Amy Monkhouse ENG Inglaterra                  | Hashimah Ismail Zuraini Khalid MAS Malásia            | Anwen Butten Hannah Smith WAL País de Gales             |
| Trios   | Tracy-Lee Botha Susanna Nel Susanna Steyn RSA África do Sul | Claire Duke Julie Keegan Sharyn Renshaw AUS Austrália | Sian Gordon Sandy Hazell Jamie-lea Winch ENG Inglaterra |

## Quadro de medalhas
| Ordem | País             | Medalha de ouro | Medalha de prata | Medalha de bronze | Total |
| ----- | ---------------- | --------------- | ---------------- | ----------------- | ----- |
| 1     | África do Sul    | 3               |                  |                   | 3     |
| 2     | Inglaterra       | 2               | 1                | 2                 | 5     |
| 3     | País de Gales    | 1               |                  | 1                 | 2     |
| 4     | Austrália        |                 | 3                | 1                 | 4     |
| 5     | Malásia          |                 | 1                | 1                 | 2     |
| 6     | Nova Zelândia    |                 | 1                |                   | 1     |
| 7     | Irlanda do Norte |                 |                  | 1                 | 1     |
| TOTAL | TOTAL            | 6               | 6                | 6                 | 18    |